# Гармонічний ряд
В математиці, гармонічним рядом називається нескінченний розбіжний ряд:
{\displaystyle \sum _{k=1}^{\infty }{\frac {1}{k}}=1+{\frac {1}{2}}+{\frac {1}{3}}+{\frac {1}{4}}+\cdots .\!}

## Обчислення
{\displaystyle n}-ною частковою сумою {\displaystyle s_{n}} гармонічного ряду називається {\displaystyle n}-не гармонічне число:
{\displaystyle s_{n}=\sum _{k=1}^{n}{\frac {1}{k}}=1+{\frac {1}{2}}+{\frac {1}{3}}+{\frac {1}{4}}+\cdots +{\frac {1}{n}}}

### Деякі значення часткових сум
| {\displaystyle {\begin{matrix}s_{1}&=&1\\\\s_{2}&=&{\frac {3}{2}}&=&1{,}5\\\\s_{3}&=&{\frac {11}{6}}&\approx &1{,}833\\\\s_{4}&=&{\frac {25}{12}}&\approx &2{,}083\end{matrix}}} | {\displaystyle {\begin{matrix}s_{5}&=&{\frac {137}{60}}&\approx &2{,}283\\\\s_{6}&=&{\frac {49}{20}}&=&2{,}45\\\\s_{7}&=&{\frac {363}{140}}&\approx &2{,}593\\\\s_{8}&=&{\frac {761}{280}}&\approx &2{,}718\end{matrix}}} |

## Розбіжність ряду
Гармонічний ряд розбіжний, щоправда розбіжність є дуже повільною (для того, щоб часткова сума перевищила 100, необхідно близько 1043 елементів ряду).

### Доведення 1
Розбіжність ряду можна довести погрупувавши доданки так:
{\displaystyle {\begin{aligned}\sum _{k=1}^{\infty }{\frac {1}{k}}&{}=1+\left[{\frac {1}{2}}\right]+\left[{\frac {1}{3}}+{\frac {1}{4}}\right]+\left[{\frac {1}{5}}+{\frac {1}{6}}+{\frac {1}{7}}+{\frac {1}{8}}\right]+\left[{\frac {1}{9}}+\cdots \right]+\cdots \\&{}>1+\left[{\frac {1}{2}}\right]+\left[{\frac {1}{4}}+{\frac {1}{4}}\right]+\left[{\frac {1}{8}}+{\frac {1}{8}}+{\frac {1}{8}}+{\frac {1}{8}}\right]+\left[{\frac {1}{16}}+\cdots \right]+\cdots \\&{}=1+\ {\frac {1}{2}}\ \ \ +\quad {\frac {1}{2}}\ \quad +\ \qquad \quad {\frac {1}{2}}\qquad \ \quad \ +\quad \ \ {\frac {1}{2}}\ \quad +\ \cdots .\end{aligned}}}
Останній ряд, очевидно, розбіжний, що доводить твердження.

### Доведення 2
Припустимо, що гармонічний ряд збіжний і його сума рівна {\displaystyle ~S}:
{\displaystyle \sum _{k=1}^{\infty }{\frac {1}{k}}=1+{\frac {1}{2}}+{\frac {1}{3}}+{\frac {1}{4}}+\cdots =S}
Тоді перегрупувавши доданки одержимо:
{\displaystyle S=\left(1+{\frac {1}{3}}+{\frac {1}{5}}+{\frac {1}{7}}+\cdots \right)+\left({\frac {1}{2}}+{\frac {1}{4}}+{\frac {1}{6}}+{\frac {1}{8}}+\cdots \right)}
Винесемо із других дужок {\displaystyle {\tfrac {1}{2}}}:
{\displaystyle S=\left(1+{\frac {1}{3}}+{\frac {1}{5}}+{\frac {1}{7}}+\cdots \right)+{\frac {1}{2}}\left(1+{\frac {1}{2}}+{\frac {1}{3}}+{\frac {1}{4}}+\cdots \right)}
Замінимо вираз в других дужках на {\displaystyle ~S}:
{\displaystyle S=\left(1+{\frac {1}{3}}+{\frac {1}{5}}+{\frac {1}{7}}+\cdots \right)+{\frac {1}{2}}S}
Перенесемо {\displaystyle {\tfrac {1}{2}}S} в ліву частину:
{\displaystyle {\frac {1}{2}}S=\left(1+{\frac {1}{3}}+{\frac {1}{5}}+{\frac {1}{7}}+\cdots \right)}
Замінивши {\displaystyle ~S} сумою ряду одержимо:
{\displaystyle {\frac {1}{2}}+{\frac {1}{4}}+{\frac {1}{6}}+{\frac {1}{8}}+\cdots =1+{\frac {1}{3}}+{\frac {1}{5}}+{\frac {1}{7}}+\cdots }
Ця рівність хибна, оскільки одиниця більша однієї другої, одна третя більше однієї четвертої, і так далі. Таким чином припущення про збіжність ряду привело до суперечності.

### Доведення 3
На початок запишемо суму геометричної прогресії:
{\displaystyle {\frac {1}{1-x}}=1+x+x^{2}+x^{3}+x^{4}+...}
де |x|<1.
Візьмемо інтеграл з обох сторін, внаслідок чого одержимо:
{\displaystyle -\ln(1-x)=x+{\frac {x^{2}}{2}}+{\frac {x^{3}}{3}}+...}
Перейшовши до границі при {\displaystyle x\rightarrow 1} одержуємо рівність:
{\displaystyle -\lim _{x\to 1}\ln(1-x)=1+{\frac {1}{2}}+{\frac {1}{3}}+{\frac {1}{4}}+...=\sum _{n=1}^{\infty }{\frac {1}{n}}}.
Оскільки {\displaystyle -\lim _{x\to 1}\ln(1-x)=-(-\infty )=\infty }, то також має місце {\displaystyle \sum _{n=1}^{\infty }{\frac {1}{n}}=\infty }
Тобто гармонічний ряд є розбіжним.

## Пов'язані ряди

### Знакопереміжний гармонічний ряд
Ряд
{\displaystyle \sum _{n=1}^{\infty }{\frac {(-1)^{n+1}}{n}}=1-{\frac {1}{2}}+{\frac {1}{3}}-{\frac {1}{4}}+{\frac {1}{5}}-\cdots }

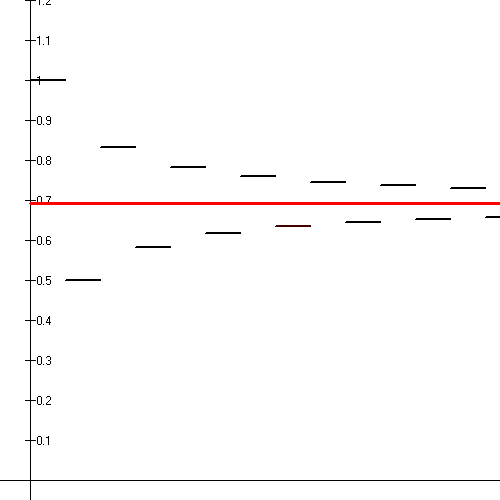
Перші 14 часткових сум знакопереміжного гармонійного ряду (чорні відрізки) збігаються до натурального логарифму 2 (червона пряма).

називається знакопереміжним гармонічним рядом. Він умовно збіжний за теоремою Лейбніца, але не абсолютно збіжний. Його сума - логарифм від 2.
Використання знаків що чергуються з лише непарними знаменниками дасть пов'язаний ряд Лейбніца для знаходження π
{\displaystyle \sum _{n=0}^{\infty }{\frac {(-1)^{n}}{2n+1}}=1-{\frac {1}{3}}+{\frac {1}{5}}-{\frac {1}{7}}+\cdots ={\frac {\pi }{4}}.}